# Joshua Furno
Raffaele Joshua Furno (Melbourne, 21 ottobre 1989) è un rugbista a 15 italiano che gioca nel ruolo di seconda linea nel Zebre in URC.
Ha vestito 37 volte la maglia dell'Italia, con cui disputò la Coppa del Mondo 2015.

## Biografia
Nato in Australia ma cresciuto a Benevento, Furno iniziò la sua carriera rugbistica nel 2009 giocando con il Viadana. L'anno seguente si unì alla franchigia degli Aironi per disputare la Celtic League e il 20 agosto 2011 debuttò con la nazionale italiana a Murrayfield contro la Scozia.
Dopo lo scioglimento della franchigia degli Aironi nel 2012, Joshua Furno si trasferì in Francia per giocare con il Narbonne nel campionato di seconda divisione Pro D2. L'anno dopo venne ingaggiato dai francesi del Biarritz impegnati nel Top 14. Il 2014 fu l'anno della sua consacrazione con la nazionale italiana: dopo essere subentrato dalla panchina durante la partita inaugurale del Sei Nazioni contro il Galles, Furno giocò le successive quattro partite da titolare; nella partita del 22 febbraio contro la Scozia segnò la sua prima meta in nazionale portando momentaneamente in vantaggio l'Italia 20-18 a dieci minuti dalla fine, partita poi persa a causa di un drop messo a segno da Duncan Weir negli ultimi 30 secondi. In quella occasione Furno fu anche nominato man of the match.
Nel 2014 Joshua Furno andò a giocare in Inghilterra con i Newcastle Falcons nel campionato di Premiership. L'anno successivo il C.T. Jacques Brunel lo convocò per disputare la Coppa del Mondo di rugby 2015 dove giocò in tutte e quattro le partite del girone eliminatorio.
Il 2016 fu l'anno del ritorno in Italia, per giocare con la franchigia delle Zebre.
Nel 2017, dopo una sola stagione in Italia, volò in Nuova Zelanda per giocare in Mitre 10 Cup con l'Otago. La stagione seguente si stabilì negli Stati Uniti d'America per disputare la Major League Rugby con il San Diego Legion.